# Greta Garbo
Greta Garbo, pseudonimo di Greta Lovisa Gustafsson (Stoccolma, 18 settembre 1905 – New York, 15 aprile 1990), è stata un'attrice svedese naturalizzata statunitense, fra le più celebri della storia del cinema.
Soprannominata la Divina, dopo aver iniziato l'attività di attrice in Svezia venne ingaggiata negli Stati Uniti dalla Metro-Goldwyn-Mayer, di cui divenne rapidamente l'attrice di punta fra gli anni venti e gli anni quaranta, ottenendo un grandissimo successo sia nell'epoca del muto che del sonoro. Grazie al suo talento e al suo carisma fu apprezzata in pellicole divenute dei classici del cinema, come Grand Hotel (1932), La regina Cristina (1933) e Anna Karenina (1935), seducendo generazioni di spettatori e diventando una delle più celebri icone dello star system hollywoodiano.
Il suo mito crebbe in contrapposizione con quello di un'altra grande diva, Marlene Dietrich, star di punta di una casa cinematografica concorrente che contribuì a creare una presunta rivalità tra le due attrici. Ebbe quattro candidature ai premi Oscar e ne ricevette uno alla carriera nel 1955. L'American Film Institute ha inserito la Garbo al quinto posto tra le più grandi star della storia del cinema. L'attrice svedese si ritirò dalle scene a 36 anni, all'apice del successo.

## Biografia

### Infanzia e adolescenza (1905-1922)
Greta Lovisa Gustaffson nacque a Södermalm, un quartiere popolare di Stoccolma, nel 1905, da una famiglia di modeste origini: suo padre, Karl Alfred Gustafsson (1871-1920), lavorava come netturbino e la madre, Anna Lovisa Karlsson (1872-1944), era una contadina d'origine lappone.
Terza di tre figli (Alva e Sven), Greta, dal carattere malinconico e solitario, preferiva restare appartata a fantasticare invece che unirsi ai coetanei nel gioco; da adulta confesserà che, pur considerandosi una bambina come tutte le altre, le capitava spesso di sentirsi un attimo prima molto felice, e subito dopo molto depressa. L'unico momento di svago che si concedeva, spesso da sola nella cucina di casa, era giocare a fare teatro: si travestiva con abiti dismessi, si truccava e organizzava personali spettacoli.

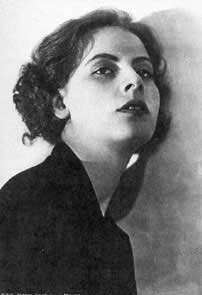
Greta Garbo nel 1924 in una foto di Alexander Binder

Nel 1920, ancora quindicenne, alla morte del padre (a causa dell'epidemia di influenza spagnola), dovette abbandonare la scuola per contribuire al sostentamento della famiglia; si impiegò così dapprima in un negozio di barbiere, che abbandonò ben presto a causa delle continue avances che riceveva dai clienti, e poi come commessa presso PUB, i famosi grandi magazzini di Stoccolma. Ben presto fu notata per la sua avvenenza e le fu chiesto di posare come modella e successivamente di apparire in due brevi cortometraggi pubblicitari; i filmati attirarono l'attenzione del regista Erik Arthur Petschle, che la fece esordire sul grande schermo nella commedia Luffar-Petter del 1922.
Queste esperienze convinsero la Garbo a prendere seriamente in considerazione la strada della recitazione: superando una dura selezione, riuscì a vincere una borsa di studio per l'Accademia Regia di Stoccolma; poco dopo venne chiamata a fare un provino con il quarantenne regista finnico Mauritz Stiller. Al momento del loro incontro Greta Garbo aveva diciotto anni, mentre il regista (che, renitente alla leva, si era rifugiato in Svezia circa vent'anni prima) a quell'epoca godeva già d'una certa notorietà ed era considerato un innovatore della tecnica cinematografica. Stiller si rivelerà una presenza determinante nei primi anni di carriera della Garbo, facendole da mentore e pigmalione, nonché da amico riservato e prezioso.

### La nascita artistica (1923-1925)

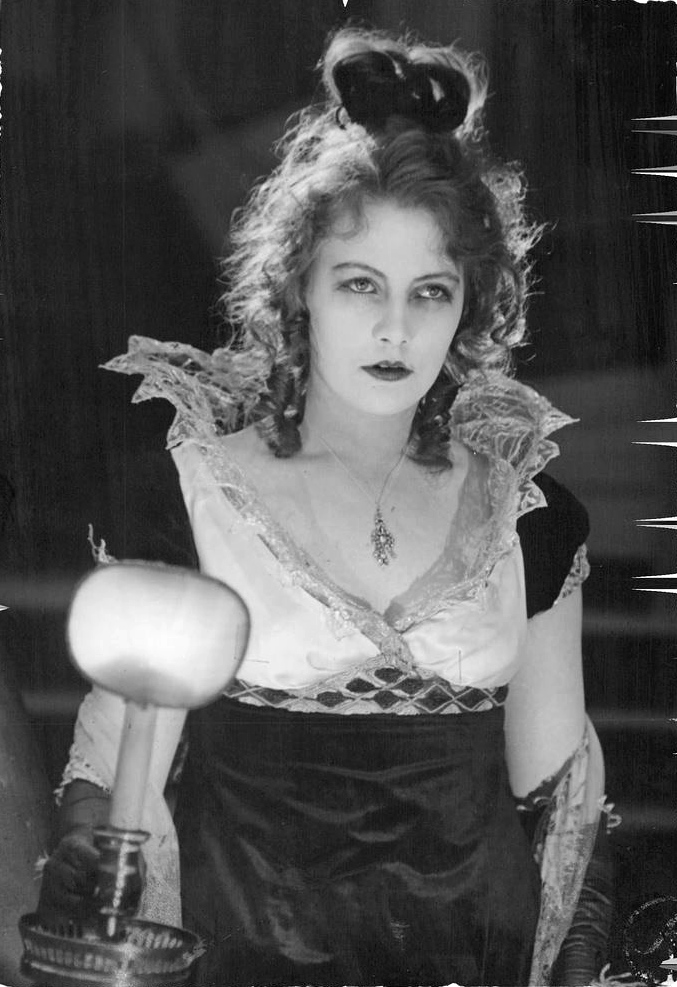
Greta Garbo nel film I cavalieri di Ekebù, diretto da Mauritz Stiller nel 1924

Fu a questo punto della sua vita che Greta Lovisa Gustafsson, su consiglio dello stesso Stiller e facendone espressa richiesta al Ministero degli Interni, decise di cambiare il proprio nome in Greta Garbo, ispirandosi a quello di Bethlen Gábor, sovrano ungherese del XVII secolo. Anche il suo look subì dei progressivi mutamenti. Nel tempo libero, la ragazza amava infatti vestire comodamente, in maniera molto informale, e in tal modo inventò forse senza esserne in principio consapevole pienamente, anche uno stile: lo 'stile alla Garbo', caratterizzato da un abbigliamento decisamente androgino, con giacche di taglio maschile, pantaloni, camicia e cravatta, riuscendo ad imporre un'immagine innovativa e, nel contempo, sensuale.
Nel marzo del 1924, venne presentato a Stoccolma il film La leggenda di Gösta Berling (noto anche con il titolo I cavalieri di Ekebù): apprezzato dal pubblico, fu però stroncato dalla critica, ma Stiller decise di ripresentarlo a Berlino, dove registrò un successo incondizionato. Nella città tedesca Greta fece conoscenza con il regista Georg Wilhelm Pabst, che le offrì una parte nel film La via senza gioia (1925), pellicola che si rivelerà un classico della cinematografia e favorirà l'esordio della Garbo ad Hollywood: il produttore Louis B. Mayer, presidente della Metro Goldwyn Mayer, si trovava infatti a Berlino alla ricerca di nuovi talenti europei e, su consiglio del regista svedese Victor Sjöström già attivo a Hollywood, propose un contratto a Stiller, che accettò a condizione di portare con sé la sua protetta Greta Garbo. Mayer avrebbe anche declinato la richiesta ma, dopo una visione privata del film, pare abbia dichiarato che avrebbe preso subito l'attrice ma non il regista.

### Star del muto (1925-1929)

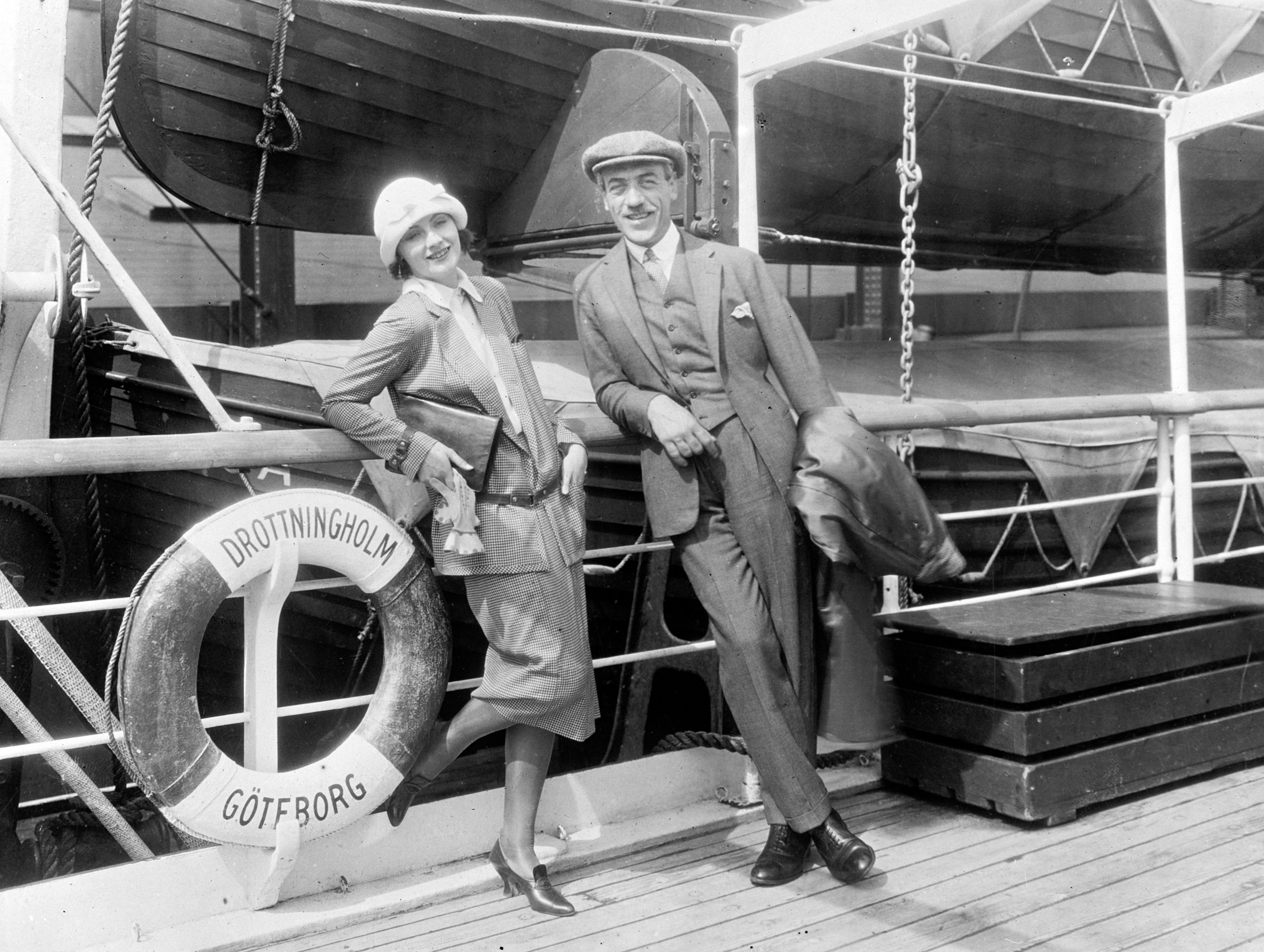
Greta Garbo con Mauritz Stiller nel 1925, in viaggio verso gli Stati Uniti

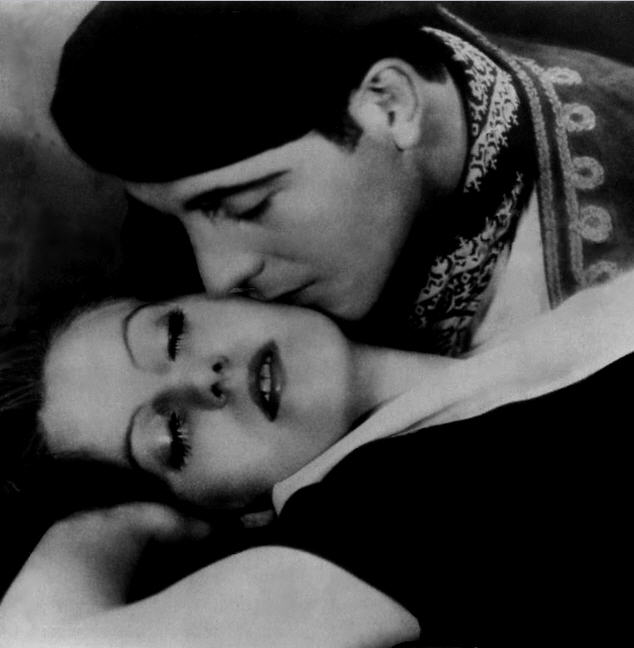
Foto pubblicitaria per il film Il torrente (1926), con Greta Garbo e Ricardo Cortez

Sebbene non parlasse inglese, la Garbo partì, poco convinta, per gli Stati Uniti assieme a Stiller, sul transatlantico SS Drottningholm. A Hollywood l'attrice, appena ventenne, fu sottoposta ad un provino da parte del produttore Irving Thalberg, noto scopritore di talenti alla MGM, che rimase entusiasta dalla resa della Garbo sullo schermo e provvide subito a perfezionarne l'immagine: l'attrice fu messa a dieta, le furono aggiustati i denti e le venne assegnato un tutor affinché imparasse velocemente l'inglese. Garbo e Stiller si aspettavano di iniziare insieme le riprese del primo film previsto dal contratto, Il torrente (uscito il 21 febbraio 1926), ma la produzione affidò invece la regia a Monta Bell. Il film, tratto da un racconto dello scrittore spagnolo Vicente Blasco Ibáñez, fu girato in soli 23 giorni e all'attrice svedese fu affidata la parte di Leonora, una contadina spagnola che diventerà cantante lirica; la Garbo non apprezzò né il soggetto né il suo personaggio, e si senti a disagio sul set, senza la presenza rassicurante di Stiller e con l'ostilità del suo partner Ricardo Cortez. Nonostante il film non avesse convinto la critica, fu un grande successo di pubblico e tutta l'attenzione si concentrò su questa nuova attrice europea (la rivista Variety scrisse: "È la vera scoperta dell'anno, un'attrice convincente, con una personalità magnetica. Teniamo d'occhio questa ragazza perché andrà lontano") tanto che Thalberg la mise subito al lavoro su un secondo film.
Ne La tentatrice (1926), tratto anch'esso da un racconto di Ibáñez, il suo nome venne piazzato per primo nei titoli di testa, benché il suo partner Antonio Moreno fosse già una star affermata, e questo privilegio le verrà mantenuto per tutto il resto della sua carriera; Stiller, che aveva convinto la riluttante Garbo ad accettare un altro ruolo da vamp, fu assegnato alla regia del film, ma, a causa dei suoi problemi con la lingua inglese, con i dirigenti della MGM e con Moreno, dopo soli dieci giorni venne licenziato da Thalberg e sostituito da Fred Niblo, con grande costernazione della Garbo. Il film, uscito nell'autunno del 1926, confermò il gradimento dell'attrice svedese da parte del pubblico e consacrò definitivamente la Garbo come nuova star della MGM.
Alti e bassi (e amarezze) si alternarono a lungo nella storia di donna e d'attrice di Greta Garbo: scrisse spesso agli amici svedesi di sentirsi sola e infastidita dal clamore della celebrità, dalle incursioni di giornalisti e fotografi nella sua vita privata, e d'essere scontenta della qualità dei suoi primi film girati nel 1926 nella Mecca del cinema - La tentatrice e Donna fatale - in cui interpretò ruoli di vamp provocanti, distruttive e prive di scrupoli. Dal 1927 al 1937 interpretò una ventina di film, sempre nei panni di seduttrice, un ruolo, a suo dire, da lei «detestato». L'attrice avrebbe desiderato interpretare la parte di Giovanna d'Arco, ma le sue aspettative di ottenere ruoli più aderenti alla sua personalità vennero ripetutamente scoraggiate dalla MGM.
A detta di molti, il successo dell'attrice era dovuto anche al fascino del suo volto meravigliosamente illuminato dal direttore della fotografia William H. Daniels. L'attrice stessa pretese che ci fosse sempre lui nei film in cui lavorava, per garantirle una buona riuscita sullo schermo. Forse a causa della sua timidezza, forse a causa della sua avversione al sistema soffocante dello studio, iniziò ad avanzare anche altre pretese: non voleva visitatori sul set e pretendeva dei paravento per non essere disturbata dalle maestranze. Iniziò anche a chiedere un salario più alto ad ogni nuovo film. Tutte le richieste venivano sempre accettate dai dirigenti della MGM tranne una: dovette infatti attendere quattro anni e interpretare ancora sette film muti prima di venire impiegata in un film sonoro.

### I trionfi hollywoodiani (1930-1941)

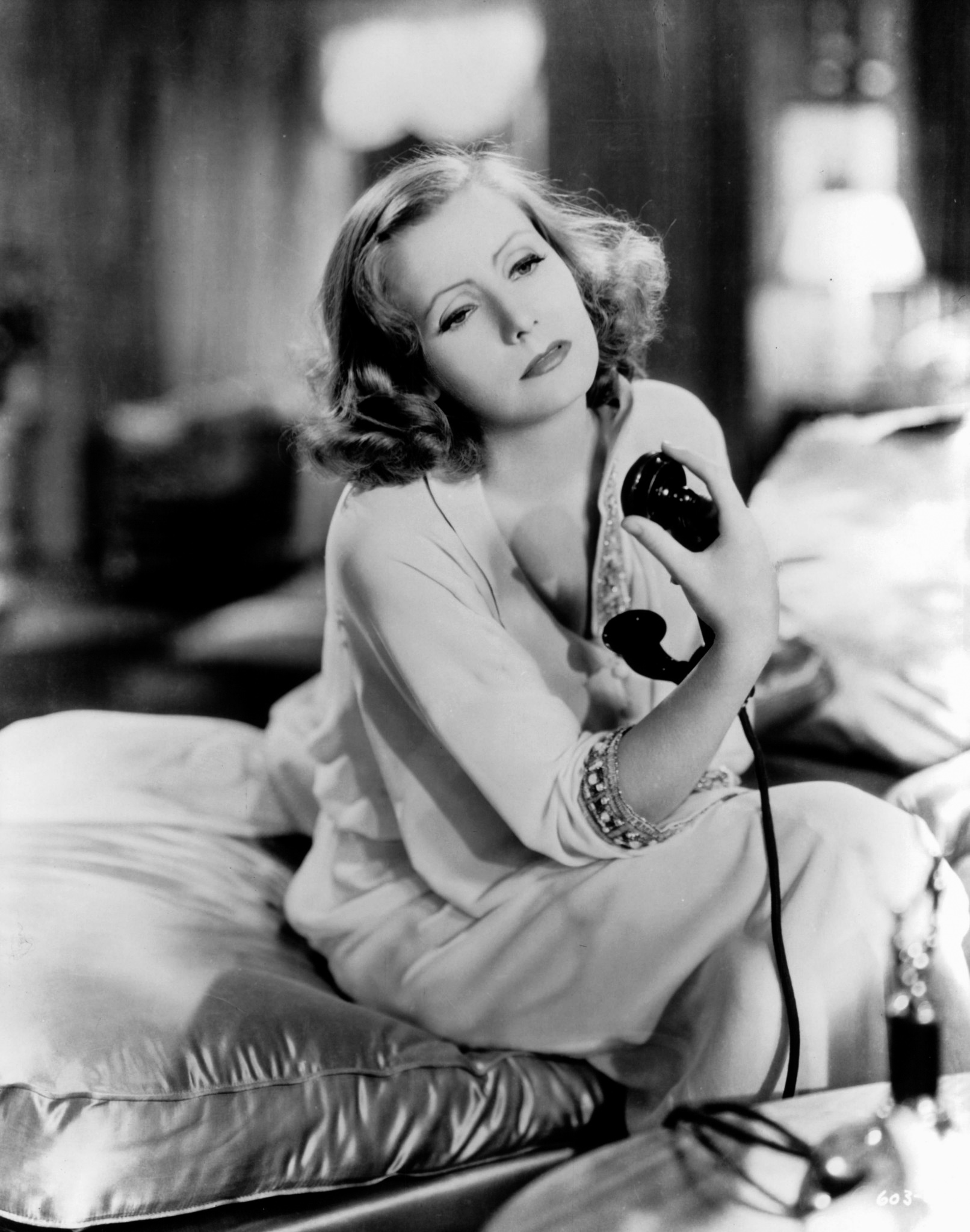
Greta Garbo in Grand Hotel (1932)

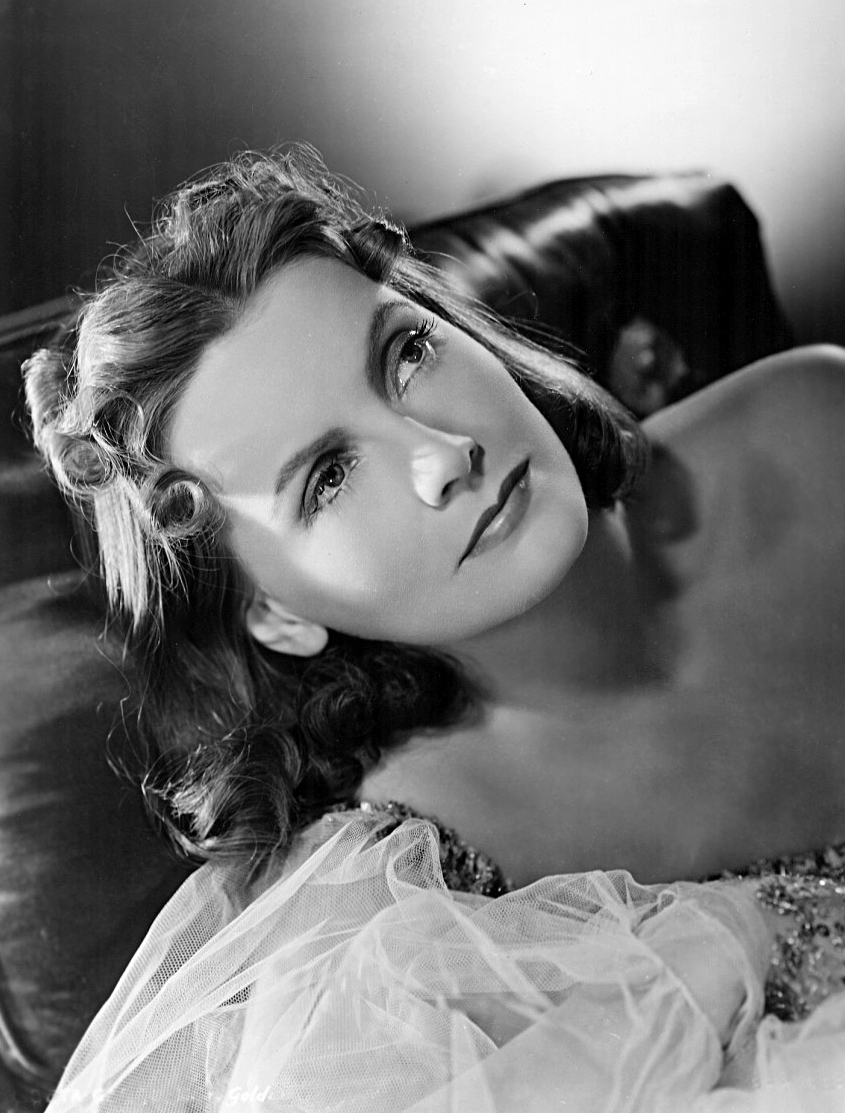
Greta Garbo nel 1939

La casa di produzione, consapevole del forte accento svedese dell'attrice, non voleva rischiare di perdere la star che garantiva i maggiori incassi: molti attori e attrici infatti avevano fallito il passaggio dal muto al sonoro. Alla fine, comunque, trovarono una storia adatta a lei, nella quale interpretava una ragazza di origini svedesi. In Anna Christie (1930), finalmente Greta Garbo 'parlò' per la prima volta in una pellicola. La sua prima battuta fu rivolta a un barman: "Gimme a whisky, ginger ale on the side, and don't be stingy, baby!", che tradotta in italiano è "Dammi un whisky, ginger ale a parte, e non essere tirchio, amico!". I rotocalchi dell'epoca non mancarono di salutare in maniera entusiastica l'avvenimento, titolando enfaticamente a caratteri cubitali: Garbo talks, ovvero "la Garbo parla". Tina Lattanzi, "voce" italiana della Garbo, ricorda come l'attrice svedese - vista dal leggio di doppiaggio al di qua dello schermo - emanasse un glamour inconfondibile ed emozionante, impreziosito da una recitazione quanto mai espressiva e "giocata" su minime sfumature.
Negli ambienti cinematografici sono molte, e non sempre confermate da dati di fatto, le leggende cresciute insieme e attorno alla figura di Greta Garbo; molto si è detto sulla sua presunta idiosincrasia a girare in presenza di persone non strettamente qualificate come 'addetti ai lavori', così come la stampa rosa d'ogni tempo ha accanitamente studiato al microscopio tendenze sessuali e rapporti interpersonali della signorina Greta Garbo, che per i fotoreporter era possibile immortalare solo di sfuggita mentre - avvolta in un cappotto lungo fino ai piedi, grossi occhiali da sole, il capo avvolto in un'ampia sciarpa - usciva di casa per recarsi a fare la spesa, o per fare solitarie passeggiate.
Molto chiacchierata a Hollywood fu la storia d'amore, o quanto meno di intensa amicizia, che la Garbo ebbe con l'attore americano John Gilbert, una delle più fulgide stelle del cinema muto. Sebbene sinceramente legata a lui, l'attrice non esitò a lasciarlo quando questi le chiese di sposarlo; indipendente ed autonoma, Greta Garbo non desiderava legarsi a nessuno, principio cui tenne fede per tutta la vita. D'altra parte, fin da quegli anni, emersero le prime testimonianze circa la bisessualità dell'attrice (vedi oltre). All'avvento del sonoro la carriera cinematografica di Gilbert era entrata in crisi poiché il suo timbro vocale non si rivelò adeguato alle pellicole parlate. Ma la Garbo non lo abbandonò: nel 1933 lo impose al regista Rouben Mamoulian per un ruolo di comprimario nel film La regina Cristina, che si rivelò un grande successo al botteghino.
Durante gli anni trenta l'attrice visse un'altra importante storia sentimentale con il direttore d'orchestra Leopold Stokowsky, coronata da una romantica fuga d'amore a Ravello, sulla costiera amalfitana, nel 1938.
Varie biografie confermano, invece, l'intensa relazione lesbica fra Garbo e Mercedes de Acosta, poetessa statunitense di origine spagnola, considerata una delle "pioniere" del lesbismo negli ambienti hollywoodiani. Riservata fino all'eccesso, la Garbo non perdonò mai alla de Acosta di aver diffuso alla stampa informazioni sulla loro storia sentimentale e, perciò, chiuse ogni rapporto con lei. In numerose lettere la poetessa implorò il suo perdono, ma l'attrice non cedette: la de Acosta morirà sola e povera nel 1968 a New York. Sarà questa una delle tante occasioni in cui l'artista svedese mostrerà di privilegiare il proprio riserbo e la propria indipendenza rispetto ad una relazione affettiva.
Sul grande schermo Greta Garbo è stata anche spia, regina del doppio gioco, assassina, aristocratica, moglie infedele, ammaliatrice e donna irresistibile, cortigiana e prostituta. Nel 1939, Ernst Lubitsch intravide le sue ulteriori potenzialità e ne fece la protagonista di un'esilarante commedia, Ninotchka, in cui la diva dimostrò insospettate doti di attrice brillante e dove, per la prima volta sullo schermo, la si vide ridere (il film venne infatti lanciato con lo slogan Garbo laughs, ovvero "la Garbo ride").

### L'addio al cinema e il ritiro (1942-1990)

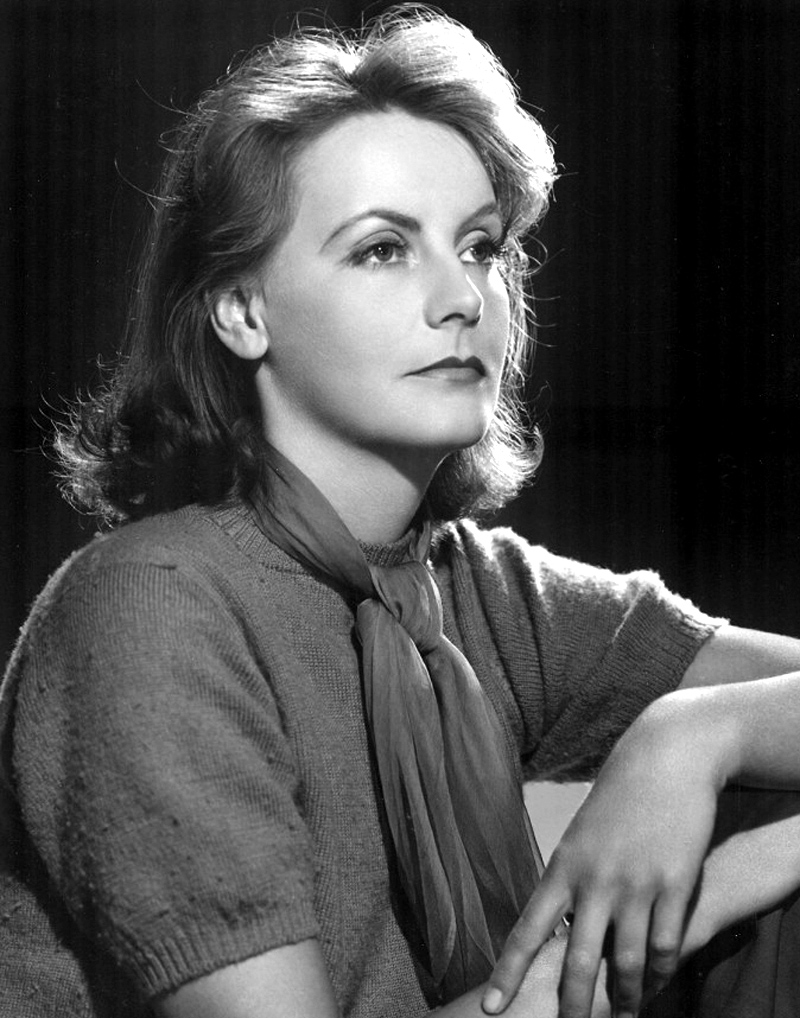
Greta Garbo nel 1939

Dopo la delusione per l'inatteso e clamoroso insuccesso del film Non tradirmi con me (1941), a soli 36 anni la Garbo decise di ritirarsi dalle scene e per il resto della sua esistenza sfuggì sempre la notorietà: le sue ultime interviste, fra le poche rilasciate, risalgono al 1928, alla scrittrice Rilla Page Palmborg, e al 1929, al cronista del New York Times Mordaunt Hall. Inizialmente decise di interrompere la carriera sino a che la Seconda guerra mondiale non fosse finita, ma il ritiro fu poi definitivo. Numerosi furono i copioni che ricevette negli anni successivi, che ogni volta però puntualmente rifiutava, nonostante i produttori le offrissero inutilmente alti compensi affinché tornasse a recitare. Nel 1946 rifiutò in ruolo principale ne Il caso Paradine di Alfred Hitchcock, per la cui parte dunque fu scritturata Alida Valli, e nel 1947 disse di no alla parte sempre da protagonista in Mamma ti ricordo di George Stevens, ruolo che andò a Irene Dunne.

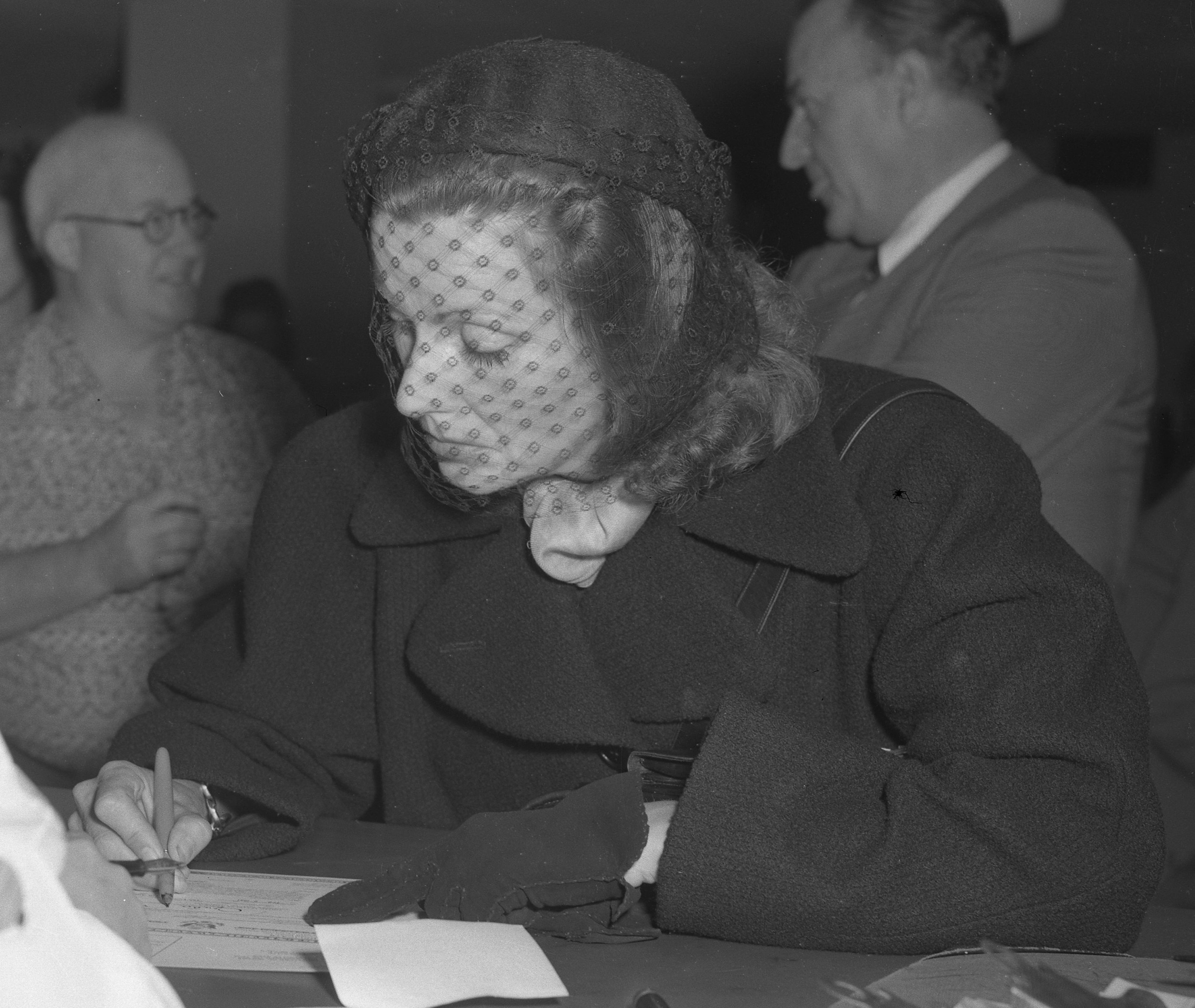
Greta Garbo diventò cittadina statunitense nel 1950

Nel 1949, dopo aver scartato diverse attrici, alcuni produttori la contattarono per interpretare la malinconica ex diva del muto Norma Desmond in Viale del tramonto, ma l'attrice non prese neppure in considerazione la proposta e così la parte andò a Gloria Swanson. Nel 1950, anno in cui divenne cittadina statunitense, la Garbo fu considerata migliore attrice dei primi cinquant'anni del secolo dalla rivista Variety. Nel 1951 rifiutò di apparire in Quo vadis di Mervyn LeRoy, e il ruolo della protagonista Blanche DuBois in Un tram che si chiama Desiderio, la cui parte andò a Vivien Leigh. Nel 1952 accettò di apparire sempre come interprete principale nel thriller Mia cugina Rachele, per poi cambiare idea il giorno dopo, venendo così ingaggiata Olivia de Havilland. Nel 1954 le fu conferito un premio Oscar alla carriera; come migliore attrice era stata candidata quattro volte dall'Academy Award, senza mai vincerlo. Seguiranno altri rifiuti in film come Anastasia, Guai con gli angeli e Airport '75. Persino il celebre regista italiano Luchino Visconti nel 1960 le offrì invano una parte ne Il testamento di Orfeo.
Dal ritiro dalle scene fino alla morte, avvenuta al Medical Center di Manhattan nel giorno di Pasqua del 1990, l'attrice condusse appunto una vita assolutamente riservata, cercando il più possibile di evitare giornalisti e fotoreporter, restando affiancata solo dalla nipote e dai parenti. Riuscì a non rilasciare mai alcuna intervista, tranne all'inizio della sua carriera, ma non poté impedire di essere fotografata. Rarissime furono le occasioni in cui si fece fotografare consensualmente. I fotoreporter riuscirono comunque a scattarle di nascosto molte immagini che vennero poi pubblicate sui giornali. Greta Garbo stabilì la propria residenza a New York, in un lussuoso appartamento alle cui pareti erano appesi alcuni quadri di Renoir, uno fra i suoi pittori preferiti.
La Garbo appartiene tuttora al mito e all'immaginario collettivo, ben oltre quello star system dal quale aveva sempre preso le distanze. Federico Fellini, parlando di lei, la definì una fata severa: in cuor suo era, senza mezzi termini, la fondatrice d'un ordine religioso chiamato cinema. Greta Garbo riposa nel cimitero di Skogskyrkogården, a Stoccolma.

## Influenze culturali

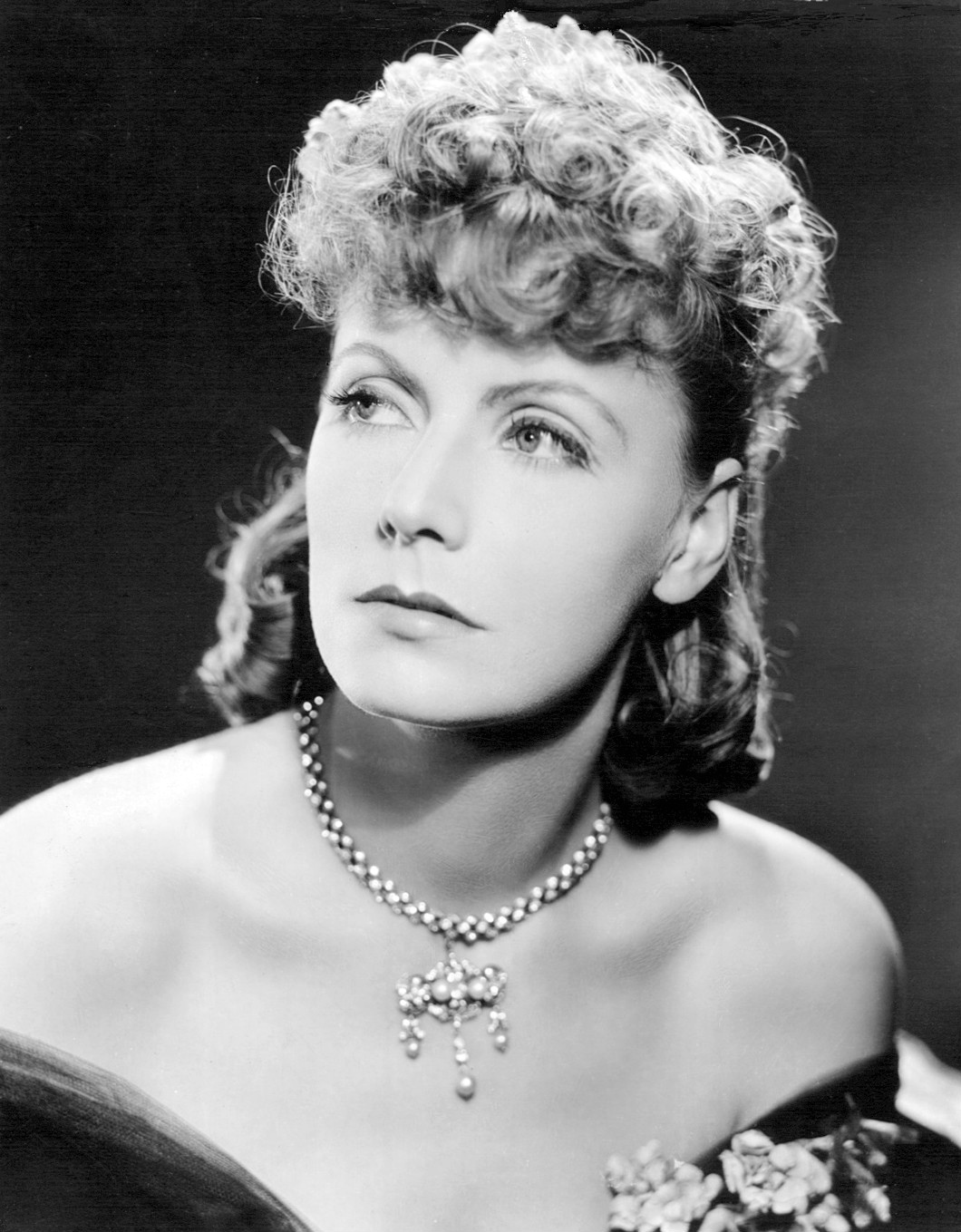
Greta Garbo nel 1935

- Il brano Just Like Greta contenuto nell'album Magic Time di Van Morrison è ispirato a Greta Garbo[9].
- Greta Garbo è menzionata nel brano My Name Is Jack contenuto nell'album Mannerisms di Manfred Mann e nella canzone Vacanze romane dei Matia Bazar[10].
- Greta Garbo è menzionata come prima diva nel brano Vogue, il primo singolo estratto dall'album I'm Breathless, nonché pietra miliare della carriera della performer Madonna.
- Immagini non autorizzate di Greta Garbo sono state utilizzate nel film pornografico Adam & Yves.
- Viene citata nel brano Bette Davis Eyes.
- Viene dichiaratamente citata (e omaggiata) nel film Cercando la Garbo (1984) di Sidney Lumet, in cui il suo personaggio fu interpretato da Betty Comden.
- Viene citata nel film Nuovo Cinema Paradiso (1988) di Giuseppe Tornatore, dal personaggio del cineoperatore Alfredo (Philippe Noiret).
- Senza citarne il cognome, Lisle von Rhuman, interpretata da Isabella Rossellini, nel film La morte ti fa bella (1992) lascia intendere che Greta Garbo sia tra i suoi clienti che hanno assunto un elisir di eterna giovinezza e che per questo abbia dovuto abbandonare le scene, benché ciò sia accaduto a soli 36 anni.
- Viene citata nel libro A 007, dalla Russia con amore di Ian Fleming nel capitolo La magnifica esca, dove una funzionaria viene più volte paragonata a Greta Garbo per la sua bellezza.
- La canzone Garbo, contenuta nell'album Wiener Blut del cantante austriaco Falco, è esplicitamente dedicata all'attrice.

## Filmografia

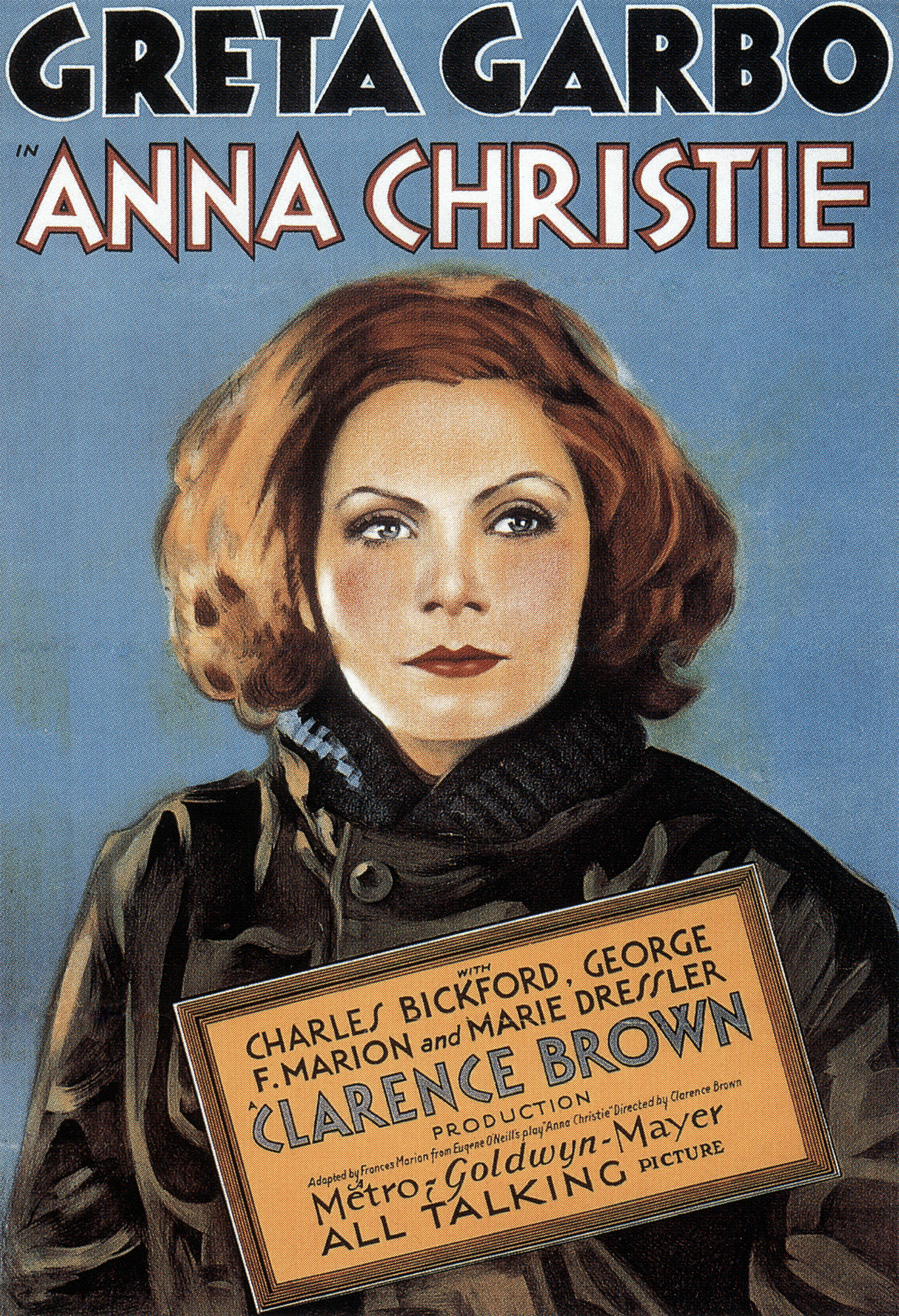
Manifesto statunitense per il film Anna Chistie, di Clarence Brown (1930)

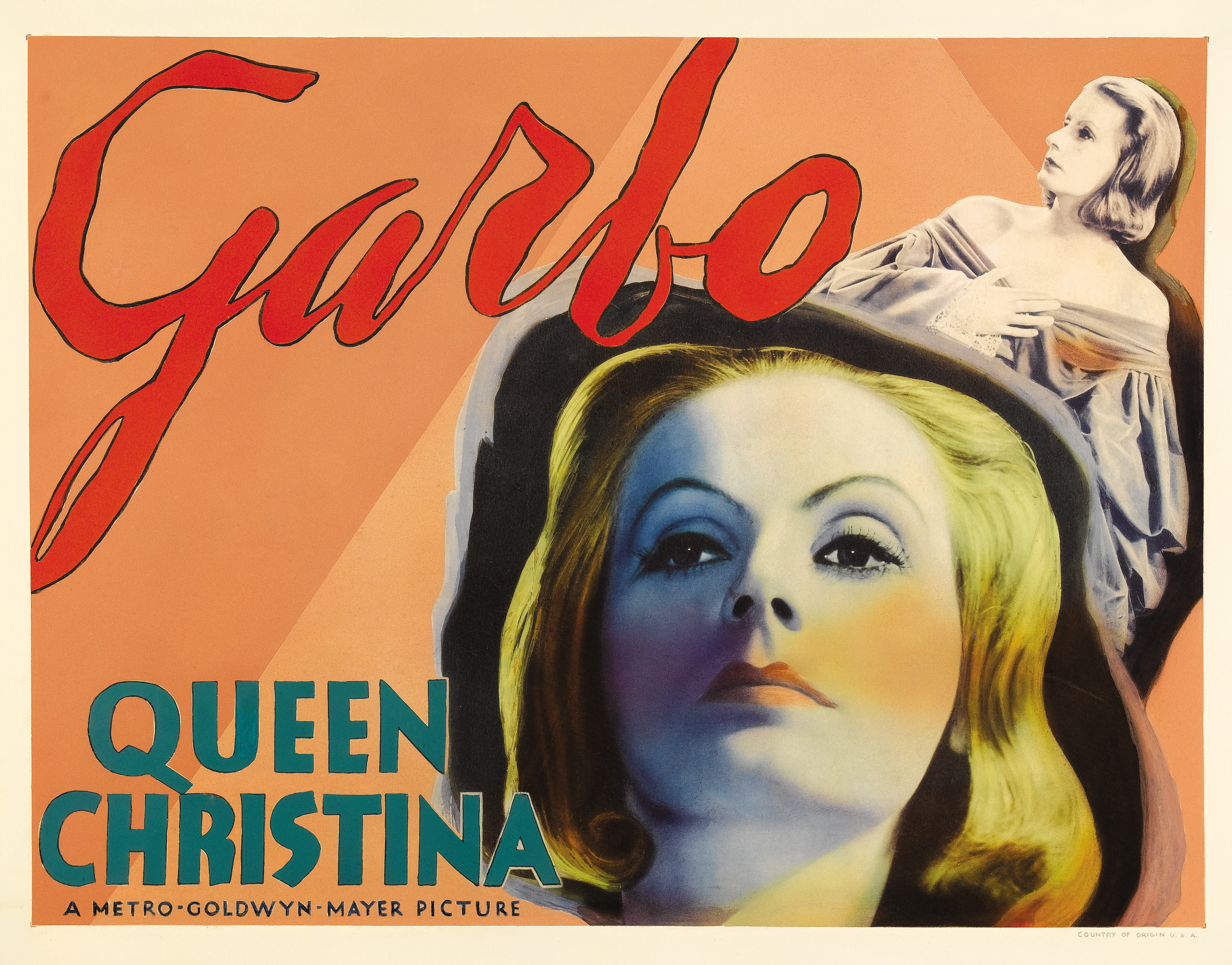
Manifesto statunitense per il film La regina Cristina, di Rouben Mamoulian (1933)

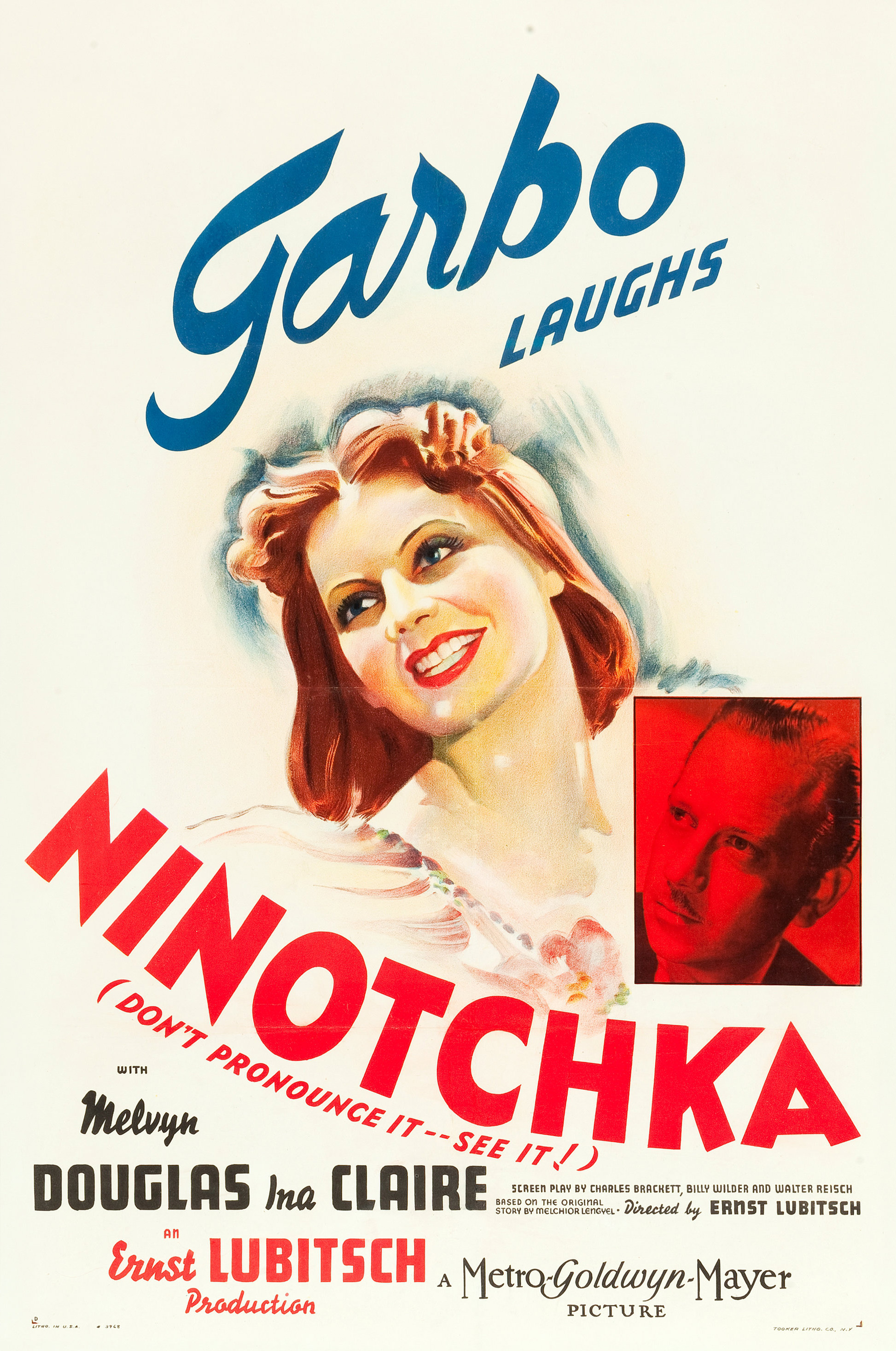
Manifesto per il film Ninotchka, di Ernst Lubitsch (1939), con la celebre frase di lancio "la Garbo ride"

- Herr och fru Stockholm, regia di Ragnar Ring – cortometraggio (1920)
- En lyckoriddare, regia di John W. Brunius (1921) - film perduto
- Konsumtionsföreningen Stockholm med omnejd, regia di Ragnar Ring – cortometraggio (1921)
- Kärlekens ögon, regia di John W. Brunius (1922)
- Luffar-Petter, regia di Erik A. Petscheler (1922)
- I cavalieri di Ekebù (Gösta Berlings saga), regia di Mauritz Stiller (1924)
- La via senza gioia (Die freudlose Gasse), regia di Georg Wilhelm Pabst (1925)
- Il torrente (Torrent), regia di Monta Bell (1926)
- La tentatrice (The Temptress), regia di Fred Niblo (1926)
- La carne e il diavolo (Flesh and the Devil), regia di Clarence Brown (1926)
- Anna Karenina (Love), regia di Edmund Goulding (1927)
- La donna divina (The Divine Woman), regia di Victor Sjöström (1928) - film perduto
- La donna misteriosa (The Mysterious Lady), regia di Fred Niblo (1928)
- Il destino (A Woman of Affairs), regia di Clarence Brown (1928)
- Orchidea selvaggia (Wild Orchids), di Sidney Franklin (1929)
- A Man's Man, di James Cruze (1929) cameo - film perduto
- Donna che ama (The Single Standard), regia di John S. Robertson (1929)
- Il bacio (The Kiss), regia di Jacques Feyder (1929)
- Anna Christie, regia di Clarence Brown (1930)
- Romanzo (Romance), regia di Clarence Brown (1930)
- Anna Christie, regia di Jacques Feyder (1930)
- La modella (Inspiration), regia di Clarence Brown (1931)
- Cortigiana (Susan Lenox (Her Fall and Rise)), regia di Robert Z. Leonard (1931)
- Mata Hari, regia di George Fitzmaurice (1931)
- Grand Hotel, regia di Edmund Goulding (1932)
- Come tu mi vuoi (As You Desire Me), regia di George Fitzmaurice (1932)
- La regina Cristina (Queen Christina), regia di Rouben Mamoulian (1933)
- Il velo dipinto (The Painted Veil), regia di Richard Boleslawski (1934)
- Anna Karenina, regia di Clarence Brown (1935)
- Margherita Gauthier (Camille), regia di George Cukor (1936)
- Maria Walewska (Conquest), regia di Clarence Brown (1937)
- Ninotchka, regia di Ernst Lubitsch (1939)
- Non tradirmi con me (Two-Faced Woman), regia di George Cukor (1941)

## Riconoscimenti
- Premio Oscar
  - 1930 – Candidatura alla miglior attrice per Anna Christie
  - 1930 – Candidatura alla miglior attrice per Romanzo
  - 1938 – Candidatura alla miglior attrice per Margherita Gauthier
  - 1940 – Candidatura alla miglior attrice per Ninotchka
  - 1955 – Oscar onorario per le sue indimenticabili interpretazioni sullo schermo

- Hollywood Walk of Fame
  - 1960 – Stella

- New York Film Critics Circle
  - 1935 - Migliore attrice per Anna Karenina
  - 1937 - Migliore attrice per Margherita Gauthier
  - 1939 - Candidatura alla migliore attrice per Ninotchka
  - 1941 - Canditatura alla migliore attrice per Non tradirmi con me

- National Board of Review
  - 1937 – Miglior recitazione per Margherita Gauthier
  - 1939 – Miglior recitazione per Ninotchka
  - 1941 – Miglior recitazione per Non tradirmi con me

## Doppiatrici italiane
Nelle versioni in italiano delle opere in cui ha recitato, Greta Garbo è stata doppiata da:
- Rita Savagnone in Anna Christie, Cortigiana[11], Mata Hari[12], Come tu mi vuoi[11], Anna Karenina[12], Margherita Gauthier[11] e Maria Walewska[11]
- Tina Lattanzi in Mata Hari[11], La regina Cristina[13], Il velo dipinto, Anna Karenina, Margherita Gauthier, Maria Walewska
- Francesca Braggiotti in La modella, Cortigiana, Mata Hari, Grand Hotel, Come tu mi vuoi
- Andreina Pagnani in Ninotchka, Non tradirmi con me
- Anna Proclemer in Grand Hotel[11], Anna Karenina[11]
- Sonia Scotti in La regina Cristina[12]
- Angiola Baggi in Non tradirmi con me[11]

## Onorificenze

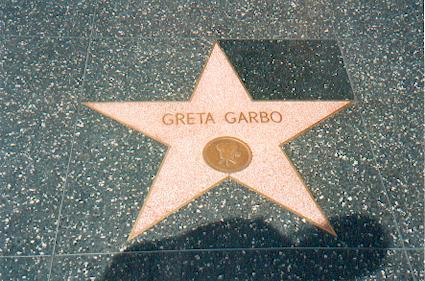
La stella della Garbo sull'Hollywood Boulevard